# États d'amour (chanson)
Pour l’article homonyme, voir États d'amour.
Singles de Amir
No Vacancy
(2017) Tout passe
(2017)
Pistes de Addictions
Que seront les hommes ?
(1) Tout passe
(3)
États d'amour est une chanson interprétée par Amir, sortie en single le 25 août 2017. C'est le deuxième single extrait de son album Addictions.
Le lyric-vidéo accompagnant la chanson est sorti le 24 août 2017 sur YouTube.

## Liste du titre
| 1. | États d'amour | Amir Haddad, Martin Bresso, Renaud Rebillaud, Nazim Khaled | 3:40 |

## Classements hebdomadaires
| Classement (2017-2018)          | Meilleure position |
| ------------------------------- | ------------------ |
| Belgique (Wallonie Ultratip 50) | 14                 |
| France (SNEP)                   | 92                 |
| France (SNEP radios)            | 10                 |
| France (SNEP streaming)         | 108                |
| France (SNEP téléchargements)   | 15                 |

## Historique de sortie
| Pays   | Date         | Format                    | Label               |
| ------ | ------------ | ------------------------- | ------------------- |
| France | 25 août 2017 | Téléchargement, streaming | Warner Music France |